# 完顏孰輦
完顏孰輦（?—?），为金朝皇族，金世宗完颜雍的嫡二子，母亲乌林答氏。
完顏孰輦在父亲即位之前去世。金世宗即位后，追封为鲁王。金章宗明昌四年（1193年），诏追封故鲁王完颜孰辇为赵王，以完颜从彝为赵王之后。同母兄完颜允恭。

## 传記資料
- 《金史》